# Riosucio (Chocó)
Pour les articles homonymes, voir Riosucio.
Riosucio est une municipalité située dans le département de Chocó, en Colombie.
Elle fait partie des quatre municipalités qui ont une frontière commune avec le Panama avec Acandí, Unguía et Juradó mais elle est celle qui partage la plus longue frontière avec ce petit pays d'Amérique centrale. Malgré la longueur de sa frontière avec le Panama, celle-ci ne dispose ni de poste-frontière, ni de voie routière ou ferroviaire en raison des obstacles naturels quasi insurmontables de la zone marécageuse tropicale dénommée le bouchon du Darién et en raison de la très forte insécurité de la frontière entre la Colombie et le Panama.
C'est, par sa population, la troisième municipalité la plus peuplée du département du Chocó, après Quibdó,  la capitale du département, et Alto Baudó.